# Afrikaspiele 2015
Die XI. Afrikaspiele 2015 (französisch XIèmes Jeux africains 2015, englisch 11th African Games 2015) fanden vom 4. bis 19. September 2015 in Brazzaville, der Hauptstadt der Republik Kongo, statt. Die Vergabe der Spiele wurde am 14. September 2011 bekannt gegeben. Die Veranstaltung kehrte damit zu ihrem 50. Geburtstag an den Ort der ersten Afrikaspiele im Jahr 1965 zurück.
Die an den Afrikaspielen 2015 teilnehmenden Nationen sind auf dieser Seite aufgelistet. Der Medaillenspiegel, auch für die paralympischen Afrikaspiele 2015, wurde auf dieser Seite gespeichert.

## Teilnehmende Nationen
Insgesamt nahmen 53 Nationen teil. Im Dezember 2014 wurde bekannt gegeben, dass die Demokratische Arabische Republik Sahara (Westsahara) zum ersten Mal an den Afrikaspielen teilnehmen werde. Die Afrikanische Union als Ausrichterin bestätigte diese Entscheidung im August 2015, sodass Marokko seine Teilnahme an den Afrikaspielen zurückzog. Kurz nach Ankunft der dreizehn saharischen Sportler am Austragungsort wurde die Starterlaubnis jedoch durch das kongolesische Organisationskomitee zurückgenommen, weil die Demokratische Arabische Republik Sahara „noch nicht den internationalen Verbänden der Sportarten angehörte, an denen sie teilnehmen wollte“ (Leichtathletik, Taekwondo, Karate, Boxen und Radsport).
- Ägypten
- Algerien
- Angola
- Äquatorialguinea
- Äthiopien
- Benin
- Botswana
- Burkina Faso
- Burundi
- Dschibuti
- Elfenbeinküste
- Eritrea
- Gabun
- Gambia
- Ghana
- Guinea
- Guinea-Bissau
- Kamerun
- Kap Verde
- Kenia
- Komoren
- Kongo, Demokratische Republik
- Kongo, Republik
- Lesotho
- Liberia
- Libyen
- Madagaskar
- Malawi
- Mali
- Mauretanien
- Mauritius
- Mosambik
- Namibia
- Niger
- Nigeria
- Ruanda
- Sambia
- São Tomé und Príncipe
- Senegal
- Seychellen
- Sierra Leone
- Simbabwe
- Somalia
- Südafrika
- Sudan
- Südsudan
- Swasiland
- Tansania
- Togo
- Tschad
- Tunesien
- Uganda
- Zentralafrikanische Republik

## Badminton
| Disziplin     | Gold                           | Silber                                   | Bronze                            |
| ------------- | ------------------------------ | ---------------------------------------- | --------------------------------- |
| Herren Einzel | Jacob Maliekal                 | Prakash Vijayanath                       | Edwin Ekiring                     |
| Herren Einzel | Jacob Maliekal                 | Prakash Vijayanath                       | Clement Krobakpo                  |
| Herren Doppel | Andries Malan Willem Viljoen   | Ali Ahmed El Khateeb Abdelrahman Kashkal | Jinkan Ifraimu Ola Fagbemi        |
| Herren Doppel | Andries Malan Willem Viljoen   | Ali Ahmed El Khateeb Abdelrahman Kashkal | Joseph Abah Eneojo Victor Makanju |
| Damen Einzel  | Kate Foo Kune                  | Grace Gabriel                            | Nicki Chan-Lam                    |
| Damen Einzel  | Kate Foo Kune                  | Grace Gabriel                            | Hadia Hosny                       |
| Damen Doppel  | Juliette Ah-Wan Alisen Camille | Kate Foo Kune Yeldi Louison              | Mercy Joseph Lavinia Martins      |
| Damen Doppel  | Juliette Ah-Wan Alisen Camille | Kate Foo Kune Yeldi Louison              | Grace Gabriel Maria Braimoh       |
| Mixed Doppel  | Andries Malan Jennifer Fry     | Willem Viljoen Michelle Butler-Emmett    | Abdelrahman Kashkal Hadia Hosny   |
| Mixed Doppel  | Andries Malan Jennifer Fry     | Willem Viljoen Michelle Butler-Emmett    | Georgie Cupidon Juliette Ah-Wan   |
| Team          | Mauritius                      | Südafrika                                | Nigeria                           |
| Team          | Mauritius                      | Südafrika                                | Seychellen                        |

## Basketball
| Disziplin | Gold   | Silber  | Bronze  |
| --------- | ------ | ------- | ------- |
| Männer    | Angola | Ägypten | Nigeria |
| Frauen    | Mali   | Nigeria | Angola  |

## Beachvolleyball
| Disziplin | Gold    | Silber    | Bronze    |
| --------- | ------- | --------- | --------- |
| Männer    | Angola  | Mosambik  | Südafrika |
| Frauen    | Nigeria | Südafrika | Ruanda    |

## Pétanque
| Disziplin        | Gold                    | Silber                          | Bronze                                      |
| ---------------- | ----------------------- | ------------------------------- | ------------------------------------------- |
| Treffgenauigkeit | François Ndiaye Senegal | Chabrol Binguila Republik Kongo | Ibrahim Atano Niger Abdoulaye Camara Guinea |
| Mannschaft       | Senegal                 | Benin                           | Burkina Faso Algerien                       |

## Boxen
| Frauenwettbewerbe | Männerwettbewerbe |
| --- | --- |
| Frauen Fliegengewicht, bis 51 kg Gold Souhila Bouchene Silber Caroline Linus Bronze Rim Jouini Bronze Bathabile Ziqubu       | Männer Halbfliegengewicht, bis 49 kg Gold Francel Moussiesse Silber Mathias Hamunyela Bronze Sibusiso Bandla Bronze Feysel Mohamed Zrgaw |
| Frauen Leichtgewicht, bis 60 kg Gold Kehinde Obareh Silber Khouloud Halimi Bronze Elhem Mekhaled Bronze Ayat Elsaid Abdellah | Männer Fliegengewicht, bis 52 kg Gold Mohamed Flissi Silber Sankuru Nkolomoni Bronze Junior Mikamou Bronze Mokhoto Moroke                |
| Frauen Mittelgewicht, bis 75 kg Gold Edith Agu-Ogoke Silber Rana Abdelhamid Bronze Yannick Azengue Bronze Goramane Rady      | Männer Bantamgewicht, bis 56 kg Gold Bilel M'hamdi Silber Khalil Litim Bronze Pedro Gomes Bronze Hesham Mahmoud Abdelaal                 |
| | Männer Leichtgewicht, bis 60 kg Gold Reda Benbaziz Silber Fatoui Sarouna Bronze Nick Okoth Bronze Mulaja Mulaj                           |
| | Männer Halbweltergewicht, bis 64 kg Gold Abdelkader Chadi Silber Junias Jonas Bronze Eslam Aly Bronze Kagiso Bagwasi                     |
| | Männer Weltergewicht, bis 69 kg Gold Oluwafemi Oyeleye Silber Salif Msangou Njikam Bronze Cédric Massala Bronze Jean-Luc Rosalba         |
| | Männer Mittelgewicht, bis 75 kg Gold Wilfried Ntsengue Silber Glory L'Muala Bronze Benny Muziyo Bronze Zibani Chikanda                   |
| | Männer Halbschwergewicht, bis 81 kg Gold Abdelhafid Benchabla Silber Abdel Rahman Salah Oraby Bronze Kennedy Katende Bronze Ulrich Yombo |
| | Männer Schwergewicht, bis 91 kg Gold James Kennedy St. Pierre Silber Efetobor Wesley Apochi Bronze Elly Ajowi Bronze David Akankolim     |
| | Männer Superschwergewicht, + 91 kg Gold Efe Ajagba Silber Keddy Agnes Bronze Mohamed Grimes Bronze Issa Ahmed Madian                     |

## Fechten
| Disziplin             | Gold                   | Silber              | Bronze                              |
| --------------------- | ---------------------- | ------------------- | ----------------------------------- |
| Männer Einzel Florett | Alaaeldin Abouelkassem | Roman Djitli        | Mohamed Ayoub Ferjani Mohamed Essam |
| Männer Einzel Säbel   | Farès Ferjani          | Hichem Samandi      | Ziad El-Sissy Ahmed Ehab            |
| Männer Einzel Degen   | Ahmed Elsaghir         | Ayman Mohamed Fayez | Mohannad Saif Babacar Kadam         |
| Männer Einzel Säbel   | Ägypten                | Tunesien            | Senegal                             |
| Männer Team Florett   | Ägypten                | Tunesien            | Algerien                            |
| Männer Team Degen     | Ägypten                | Senegal             | Mali                                |
| Frauen Einzel Degen   | Sarra Besbes           | Ayah Mahdy          | Nardin Ehab Nourhan Desouky         |
| Frauen Einzel Florett | Inès Boubakri          | Haifa Jabri         | Anissa Khalfaoui Hadil Elsharkawy   |
| Frauen Einzel Säbel   | Mennatalla Ahmed       | Mariam El Sway      | Ndeye Fatou Thiam Nour Montaser     |
| Frauen Team Florett   | Tunesien               | Algerien            | Ägypten                             |
| Frauen Team Degen     | Südafrika              | Ägypten             | Tunesien                            |
| Frauen Team Säbel     | Ägypten                | Algerien            | Senegal                             |

## Fußball
| Disziplin | Gold    | Silber       | Bronze         |
| --------- | ------- | ------------ | -------------- |
| Männer    | Senegal | Burkina Faso | Nigeria        |
| Frauen    | Ghana   | Kamerun      | Elfenbeinküste |

## Gewichtheben
Zweikampf
| Männer  | Gold                | Gold   | Silber                | Silber | Bronze                             | Bronze |
| 56 kg   | 56 kg               | 56 kg  | 56 kg                 | 56 kg  | 56 kg                              | 56 kg  |
| ------- | ------------------- | ------ | --------------------- | ------ | ---------------------------------- | ------ |
| Reißen  | Amine Bouhejba      | 108 kg | Amor Fenni            | 103 kg | Eric Andriantsitohaina             | 100 kg |
| Stoßen  | Amine Bouhejba      | 140 kg | Rasaq Taniamowo       | 131 kg | Eric Andriantsitohaina             | 130 kg |
| Gesamt  | Amine Bouhejba      | 248 kg | Rasaq Taniamowo       | 231 kg | Eric Andriantsitohaina             | 230 kg |
| 62 kg   |                     |        |                       |        |                                    |        |
| Reißen  | Ahmed Ahmed Mohamed | 132 kg | Ahmed Ataf Moustafa   | 125 kg | Alain Tojonirina Andriantsitohaina | 115 kg |
| Stoßen  | Ahmed Ahmed Mohamed | 158 kg | Ahmed Ataf Moustafa   | 156 kg | Alain Tojonirina Andriantsitohaina | 142 kg |
| Gesamt  | Ahmed Ahmed Mohamed | 290 kg | Ahmed Ataf Moustafa   | 281 kg | Alain Tojonirina Andriantsitohaina | 257 kg |
| 69 kg   |                     |        |                       |        |                                    |        |
| Reißen  | Karem Ben Hnia      | 135 kg | Yinka Ayenuwa         | 130 kg | Ademola John Oginni                | 127 kg |
| Stoßen  | Karem Ben Hnia      | 173 kg | Yinka Ayenuwa         | 170 kg | Ademola John Oginni                | 162 kg |
| Gesamt  | Karem Ben Hnia      | 308 kg | Yinka Ayenuwa         | 300 kg | Ademola John Oginni                | 289 kg |
| 77 kg   |                     |        |                       |        |                                    |        |
| Reißen  | Rami Bahloul        | 145 kg | Mamdum Dickson Seldum | 145 kg | Hani Maatoug Cheridi               | 138 kg |
| Stoßen  | Ibrahim Ramadhan    | 177 kg | Rami Bahloul          | 175 kg | Mamdum Dickson Seldum              | 175 kg |
| Gesamt  | Rami Bahloul        | 320 kg | Mamdum Dickson Seldum | 320 kg | Hani Maatoug Cheridi               | 298 kg |
| 85 kg   |                     |        |                       |        |                                    |        |
| Reißen  | Ammar Hassen        | 157 kg | Ali Kekli             | 155 kg | Valery Nana Yakam                  | 140 kg |
| Stoßen  | Ali Kekli           | 197 kg | Ammar Hassen          | 195 kg | Micheal Anyolewachi                | 174 kg |
| Gesamt  | Ali Kekli           | 354 kg | Ammar Hassen          | 352 kg | Hossain Fardjallah                 | 314 kg |
| 94 kg   |                     |        |                       |        |                                    |        |
| Reißen  | Ragab Abdelhay      | 160 kg | Messaoud Saddem       | 150 kg | Marouen El Ayyen                   | 140 kg |
| Stoßen  | Ragab Abdelhay      | 205 kg | Messaoud Saddem       | 183 kg | Marouen El Ayyen                   | 182 kg |
| Gesamt  | Ragab Abdelhay      | 365 kg | Messaoud Saddem       | 333 kg | Marouen El Ayyen                   | 322 kg |
| 105 kg  |                     |        |                       |        |                                    |        |
| Reißen  | Jaber Farhan        | 172 kg | Abdelmoneim Ouaddani  | 161 kg | Tchouden Verlaine                  | 135 kg |
| Stoßen  | Jaber Farhan        | 205 kg | Abdelmoneim Ouaddani  | 191 kg | Joseph Ndubusi Paul                | 185 kg |
| Gesamt  | Jaber Farhan        | 377 kg | Abdelmoneim Ouaddani  | 352 kg | Joseph Ndubusi Paul                | 315 kg |
| +105 kg |                     |        |                       |        |                                    |        |
| Reißen  | Mohamed Ihsan       | 200 kg | Ahmed Abdelaziz       | 185 kg | Hamza Sanoun                       | 150 kg |
| Stoßen  | Mohamed Ihsan       | 242 kg | Ahmed Abdelaziz       | 240 kg | Yvan Pierrot                       | 185 kg |
| Gesamt  | Mohamed Ihsan       | 442 kg | Ahmed Abdelaziz       | 425 kg | Yvan Pierrot                       | 331 kg |

| Frauen | Gold                      | Gold   | Silber              | Silber | Bronze              | Bronze |
| 48 kg  | 48 kg                     | 48 kg  | 48 kg               | 48 kg  | 48 kg               | 48 kg  |
| ------ | ------------------------- | ------ | ------------------- | ------ | ------------------- | ------ |
| Reißen | Heba Saleh Mahmoud Ahmed  | 70 kg  | Zohra Chihi         | 68 kg  | Monica Uweh         | 68 kg  |
| Stoßen | Heba Saleh Mahmoud Ahmed  | 88 kg  | Monica Uweh         | 83 kg  | Zohra Chihi         | 81 kg  |
| Gesamt | Heba Saleh Mahmoud Ahmed  | 158 kg | Monica Uweh         | 151 kg | Zohra Chihi         | 149 kg |
| 53 kg  |                           |        |                     |        |                     |        |
| Reißen | Onuah Elizabeth           | 85 kg  | Roilya Ranaivosoa   | 80 kg  | Basma Emad Ibrahim  | 78 kg  |
| Stoßen | Basma Emad Ibrahim        | 104 kg | Roilya Ranaivosoa   | 103 kg | Onuah Elizabeth     | 103 kg |
| Gesamt | Onuah Elizabeth           | 188 kg | Roilya Ranaivosoa   | 183 kg | Basma Emad Ibrahim  | 182 kg |
| 58 kg  |                           |        |                     |        |                     |        |
| Reißen | Onyeka Azike              | 83 kg  | Mabrina Ruby        | 80 kg  | Zeinab Mohamed      | 76 kg  |
| Stoßen | Mabrina Ruby              | 109 kg | Onyeka Azike        | 105 kg | Zeinab Mohamed      | 101 kg |
| Gesamt | Mabrina Ruby              | 189 kg | Onyeka Azike        | 188 kg | Zeinab Mohamed      | 177 kg |
| 63 kg  |                           |        |                     |        |                     |        |
| Reißen | Esraa El-Sayed            | 96 kg  | Victoria Adesanmi   | 95 kg  | Clementina Agricole | 91 kg  |
| Stoßen | Victoria Adesanmi         | 116 kg | Clementina Agricole | 115 kg | Esraa El-Sayed      | 112 kg |
| Gesamt | Victoria Adesanmi         | 211 kg | Esraa El-Sayed      | 208 kg | Clementina Agricole | 206 kg |
| 69 kg  |                           |        |                     |        |                     |        |
| Reißen | Sara Ahmed (weightlifter) | 102 kg | Winifred Eze Ndidi  | 90 kg  | Mercy Apondi Obiero | 70 kg  |
| Stoßen | Sara Ahmed (weightlifter) | 132 kg | Winifred Eze Ndidi  | 120 kg | Mercy Apondi Obiero | 100 kg |
| Gesamt | Sara Ahmed (weightlifter) | 234 kg | Winifred Eze Ndidi  | 210 kg | Mercy Apondi Obiero | 170 kg |
| 75 kg  |                           |        |                     |        |                     |        |
| Reißen | Otunlabilkis Abiodun      | 102 kg | Ghada Hassine       | 100 kg | Dina Khaled         | 98 kg  |
| Stoßen | Otunlabilkis Abiodun      | 130 kg | Ghada Hassine       | 122 kg | Dina Khaled         | 121 kg |
| Gesamt | Otunlabilkis Abiodun      | 232 kg | Ghada Hassine       | 222 kg | Dina Khaled         | 219 kg |
| +75 kg |                           |        |                     |        |                     |        |
| Reißen | Shaimaa Khalaf            | 123 kg | Maryam Usman        | 118 kg | Yousra Dhiab        | 112 kg |
| Stoßen | Shaimaa Khalaf            | 155 kg | Maryam Usman        | 150 kg | Yousra Dhiab        | 135 kg |
| Gesamt | Shaimaa Khalaf            | 278 kg | Maryam Usman        | 268 kg | Yousra Dhiab        | 247 kg |

Powerlifting
| Männer      | Gold            | Gold          | Silber             | Silber        | Bronze               | Bronze        |
| ----------- | --------------- | ------------- | ------------------ | ------------- | -------------------- | ------------- |
| 49 kg       | Yakubu Adesokan | 182,5 kg      | Ahmed Hadj Biour   | 131 kg        | Alion Bawa           | 110 kg        |
| 54 kg       | Roland Ezuruike | 182 kg        | Alidou Diamoutene  | 170 kg        | Taha Abdelmagid      | 165 kg        |
| 59 kg       | Sherif Othman   | 210 kg        | Anthony Ulonnam    | 190 kg        | Conrat Atangana      | 160 kg        |
| 65 kg       | Olumide Kehinde | 214 kg        | Ibrahim Shaaban    | 196 kg        | Hocine Bettir        | 183 kg        |
| 72 kg       | Mohamed El Elfi | 212 kg        | Innocent Nnamdi    | 200 kg        | Cosme Akpovi         | 170 kg        |
| 80 kg       | Metwaly Methana | 220 kg        | Tolu-Lope Taiwo    | 192 kg        | Maurice Biwole Nkodo | 166 kg        |
| 88 kg       | Hany Abdelhady  | 233 kg        | Opeyemi jegede     | 204 kg        |                      |               |
| 97 & 107 kg | Mohamed Eldib   | 204,57 Punkte | Abdulazeez Ibrahim | 194,68 Punkte | Mohamed Elsayed      | 191,21 Punkte |

| Frauen       | Gold           | Gold          | Silber          | Silber        | Bronze                 | Bronze        |
| ------------ | -------------- | ------------- | --------------- | ------------- | ---------------------- | ------------- |
| 41 kg        | Nawal Ramadan  | 92 kg         | Nsini Jonah Ben | 90 kg         | Hellen Nwawira Kariuki | 65 kg         |
| 45 kg        | Latifat Tijani | 98 kg         | Zeineb Oteify   | 95 kg         | Samira Guerioua        | 82 kg         |
| 55 & 61 kg   | Esther Oyema   | 139,32 Punkte | Fatma Omar      | 137,34 Punkte | Lucy Ejike             | 136,50 Punkte |
| 67 & 73 kg   | Ndidi Nwosu    | 122,50 Punkte | Amal Mahmoud    | 112,42 Punkte | Amany Ali              | 108,12 Punkte |
| 79 kg        | Bose Omolayo   | 137 kg        | Geehan Hassan   | 120 kg        | Sahar Elgnemi          | 90 kg         |
| -86 & +86 kg | Loveline Obiji | 125,83 Punkte | Randa Mahmoud   | 121,04 Punkte | Precious Orji          | 117,25 Punkte |

## Gymnastik (Geräteturnen / Aerobic)
| Geräteturnen            | Gold                            | Silber             | Bronze             |
| ----------------------- | ------------------------------- | ------------------ | ------------------ |
| Männer Einzel Mehrkampf | Mohamed El-Saharty              | Mohamed Bourguieg  | Mohamed Metidji    |
| Männer Reck             | Mohamed Reghib                  | Mohamed El-Saharty | Mohamed Aouicha    |
| Männer Barren           | Mohamed El-Saharty              | Hellal Metidji     | Tiaan Grobler      |
| Männer Pauschenpferd    | Mohamed Aouicha                 | Mohamed El-Saharty | Hellal Metidji     |
| Männer Ringe            | Ali Ramadan Abouelkassem Zahran | Ryan Patterson     | Mohamed El-Saharty |
| Männer Sprung           | Mohamed Bourguieg               | Ahmed Anes Maoudj  | Ngcobo Siphamandla |
| Männer Team Mehrkampf   | Algerien                        | Ägypten            | Nigeria            |
| Frauen Einzel Mehrkampf | Kirsten Beckett                 | Nancy Taman        | Farah Boufeddal    |
| Frauen Schwebebalken    | Kirsten Beckett                 | Angela Maguire     | Farah Boufadene    |
| Frauen Stufenbarren     | Farah Boufadene                 | Kirsten Beckett    | Tylah Lotter       |
| Frauen Sprung           | Farah Boufadene                 | Claudia Cummins    | Nancy Taman        |
| Frauen Team Mehrkampf   | Südafrika                       | Ägypten            | Algerien           |

| Aerobic       | Gold                                       | Silber                                            | Bronze                                     |
| ------------- | ------------------------------------------ | ------------------------------------------------- | ------------------------------------------ |
| Männer Einzel | Mercia Gustany Massamba                    | Wilson Mafona                                     | Sofiane Sahraoui                           |
| Frauen Einzel | Siham Mansouri                             | Dominique Mann                                    | Halaoui Oumayma Saud Said Cheyma           |
| Mixed Paare   | Siham Mansouri Sofiane Sahraoui            | Dominique Mann Wilson Mafona                      | Mercia Ntsia Delmas Moungondou             |
| Mixed Trio    | Dominique Mann Wilson Mafona Happy Ledwaba | Mediouni Soupour Said Saoud Cheyma Mansouri Siham | Dhaouadi Ameni Lotfi Nidal Ghazouni Mayssa |

## Handball
| Disziplin | Gold | Silber | Bronze |
| --------- | --- | --- | --- |
| Männer    | Ägypten Alaa Ahmed Fathi Hamad Helmy Kharim Hossam Mohab Khaled Nour Mamdouh Mohamed Mohamed Hady Mohamed Mahmoud Mostafa Karim Osama Mostafa Samy Wisam Tamer Mostafa Coach: Marwan Moustafa                                                                        | Angola Adelino Pestana Adilson Maneco Agnelo Quitongo Augusto Dinzeia Belchior Kamuanga Cláudio Lopes Edgar Emanuel Abreu Edivaldo Ferreira Elsemar Pedro Gilberto Figueira Giovany Muachissengue Julião Gaspar Mário Tati Osvaldo Mulenessa Romé Hebo Sérgio Lopes Coach: Filipe Cruz | Kongo Armande Eloko Brunel Ngolo Christian Mahoungou Evrard Doum Davy Atsa Dobeneck Mbou Feriol Itoua Glenn Mopiti Herbert Niambi Jean Odzara Nige Mbon Nkelantima Ephrem Roche Tchitembo Taty Clauthère Yannick Angao Coach: Grégoire Nganga  |
| Frauen    | Angola Azenaide Carlos Cristina Branco Dalva Peres Elizabeth Cailo Elizabeth Viegas Isabel Guialo Janete Santos Lurdes Monteiro Marta Alberto Marta Santos Matilde André Maura Galheta Teresa Almeida Teresa Leite Vilma Nenganga Wuta Dombaxe Coach: João Florêncio | Kamerun Albane Medibe Anne Essam Aubierge Nono Berthe Abianbakon Claudia Djong Diane Yimga Falone Yabon Genny Fonguieng Isabelle Mappai Jacky Baniomo Jules Sinkot Léonie Makamgoum Liliane Kamga Pasma Nchouapougnigni Coach: Jean-Marie Zambo                                        | Senegal Adja Cisse Aida Diongue Aissatou Dabo Adja Paye Alimatou Diadhiou Alissa Gomis Awa Diop Doungou Camara Haby Badiane Hatadou Sako Khoudiedji Ba Marianne Faye Ndeye Gueye Niakalin Kante Nimatigna Keita Penda Sylla Coach: Cheick Seck |

## Judo
| Frauenwettbewerbe                                                                                              | Männerwettbewerbe |
| --- | --- |
| Frauen bis 48 kg Gold Sabrina Saidi Silber Olfa Saoudi Bronze Taciana Lima Bronze Fatima Bashir                | Männer bis 60 kg Gold Ahmed Abdelrahman Silber Kamel Haroune Bronze Fraj Dhouibi Bronze Nayr Garcia Pedro                |
| Frauen bis 52 kg Gold Djazia Haddad Silber Hela Ayari Bronze Franca Audu Bronze Salimata Fofana                | Männer bis 66 kg Gold Houd Zourdani Silber Ali Abdelmouaty Bronze Harnold Koussou Ouvelou Bronze Mohamed Abdelmawgoud    |
| Frauen bis 57 kg Gold Ratiba Tariket Silber Zouleiha Abzetta Dabonne Bronze Léa Buet Bronze Hortense Diédhiou  | Männer bis 73 kg Gold Mohamed Mohyeldin Silber Faye Njie Bronze Emmanuel Nartey Bronze Edson Madeira                     |
| Frauen bis 63 kg Gold Hélène Wezeu Dombeu Silber Souad Bellakehal Bronze Szandra Szögedi Bronze Meriem Bjaoui  | Männer bis 81 kg Gold Mohamed Abdelaal Silber Paul Kibikal Bronze Abdelaziz Ben Ammar Bronze Ali Hazem                   |
| Frauen bis 70 kg Gold Antónia Moreira Silber Houda Miled Bronze Aicha Ben Abderahmane Bronze Nihel Bouchoucha  | Männer bis 90 kg Gold Abderrahmane Benamadi Silber Oussama Mahmoud snoussi Bronze Dieudonné Dolassem Bronze Zack piontek |
| Frauen bis 78 kg Gold Kaouther Oullal Silber Sarra Mzougui Bronze Rita Ebere Bronze Vanessa Mballa             | Männer bis 100 kg Gold Lyes Bouyacoub Silber Anis Ben Khaled Bronze Baboukar Mane Bronze Seidou Nji Mouluh               |
| Frauen ab 78 kg Gold Nihel Cheikh Rouhou Silber Sonia Asselah Bronze Sahar Trabelsi Bronze Nadine Wetie Diodjo | Männer ab 100 kg Gold Faicel Jaballah Silber Bilal Zouani Bronze Deo Gracia Ngokaba Bronze Khaled Selim                  |

## Karate
| Frauenwettbewerbe | Männerwettbewerbe |
| --- | --- |
| Frauen Kata Gold Manal Kamilia Hadj Said Silber Sarah Sayed Bronze Maxine Willemse Bronze Sylvie Viviane Ambani      | Männer Kata Gold Ahmed Shawky Silber Outis Mouad Bronze Michael Du Plessis Bronze Ofentse Bakwadi                                           |
| Frauen-Kumite bis 50 kg Gold Lydia Besbes Silber Lame Hetanang Bronze Radwa Sayed Bronze Cynthia Oyono Nisame        | Männer Kumite bis 60 kg Gold Innocent Okemba Silber Abdelkrim Bouamria Bronze Balungile Ngcofe Bronze Nader Azzouzi                         |
| Frauen-Kumite bis 55 kg Gold Yasmin Attia Silber Mariane Ndiaye Bronze Mylene Oceanne Ganiero Bronze Thato Malunga   | Männer Kumite bis 67 kg Gold Abdelatif Benkhaled Silber Dieudonne Mba Minisa Dany Bronze Ali Elsawy Bronze Jan Adriann Booyens              |
| Frauen-Kumite bis 61 kg Gold Giana Farouk Silber Saïda Djedra Bronze Rosine Joelle Tchuako Bronze Boutheina Hasnaoui | Männer Kumite bis 75 kg Gold Omar Abdel Rahman Silber Sandile Makgwali Bronze Adonai Mayinguidi Bronze El Hadji Ibrahima Mbaye              |
| Frauen-Kumite bis 68 kg Gold Lamya Matoub Silber Meghan Booyens Bronze Merilynn Manthe Bronze Radwa Abdelsalam       | Männer Kumite bis 84 kg Gold Innocent Yves Andegue Mbia Silber Mouâd Achache Bronze Diego Mez Davy Bronze Mouhamed Diagne                   |
| Frauen-Kumite ab 68 kg Gold Mame Fatou Thiaw Silber Imene Atif Bronze Nina Youlou Bronze Aissa Faten                 | Männer Kumite ab 84 kg Gold Dualde Malonga Kiminou Silber Ahmed Elasfar Bronze Ali Amin Adel Soliman Bronze Etienne Martial Nonagni Bayomog |
| Frauen Team Kata Gold Algerien Silber Ägypten Bronze Botswana Bronze Nigeria                                         | Männer Team Kata Gold Ägypten Silber Algerien Bronze Südafrika Bronze Kongo                                                                 |
| Frauen Team Kumite Gold Algerien Silber Senegal Bronze Ägypten Bronze Nigeria                                        | Männer Team Kumite Gold Ägypten Silber Algerien Bronze Kongo Bronze Senegal                                                                 |

## Leichtathletik
Siehe Hauptartikel Leichtathletik bei den Afrikaspielen 2015.

## Radrennen
| Disziplin              | Gold                                                                     | Silber                                                                              | Bronze                                                                               |
| ---------------------- | ------------------------------------------------------------------------ | ----------------------------------------------------------------------------------- | ------------------------------------------------------------------------------------ |
| Männer Straßenrennen   | Janvier Hadi                                                             | Reynard Butler                                                                      | Adil Barbari                                                                         |
| Frauen Straßenrennen   | Kimberley Le Court                                                       | Tombrapa Gladys Grikpa                                                              | Lise Olivier                                                                         |
| Männer Zeitfahren      | Meron Teshome                                                            | Gustav Basson                                                                       | Adil Barbari                                                                         |
| Männer Team Zeitfahren | Südafrika Hendrik Kruger Gustav Basson Shaun-Nick Bester Reynard Butler  | Algerien Azzedine Lagab Abderrahmane Mansouri Abderrahmane Bechelaghem Nassim Saidi | Ruanda Valens Ndayisenga Janvier Hadi Jean Bosco Nsengimana Joseph Areruya           |
| Frauen Zeitfahren      | Mossana Debesay                                                          | Wehazit Kidane                                                                      | Lise Olivier                                                                         |
| Frauen Team Zeitfahren | Nigeria Rosemary Marcus Tombrapa Gladys Grikpa Happy Okafor Glory Odiase | Südafrika Lise Olivier Catherine Colyn Heidi Dalton Zanele Tshoko                   | Äthiopien Gebre Tsega Beyene Hadnet Asmelash Eyeru Tesfoam Gebru Sendel Hafte Tewele |

## Ringen
- Männer Griechisch-Römisch[13][14]

| Disziplin | Gold                    | Silber                 | Bronze                   |
| --------- | ----------------------- | ---------------------- | ------------------------ |
| 59 kg     | Abdennour Laaouni       | Jan Lourens Combrinck  | Yala Maindombe Florentin |
| 66 kg     | Tarek Benaissa          | Otutu Oke              | Ndombasi Matadi Regan    |
| 66 kg     | Tarek Benaissa          | Otutu Oke              | Haitham Mahmoud Fahmy    |
| 71 kg     | Emmanuel Nworie         | Ibrahim Mahmoud Hamed  | Akrem Boudjemline        |
| 75 kg     | Ibrahim Nasser Ibrahim  | Hichem Bourmel         | Sammy Diego Nyongesa     |
| 75 kg     | Ibrahim Nasser Ibrahim  | Hichem Bourmel         | Mupompa Kais             |
| 80 kg     | Tarek Mohamed Abdesslam | Bachir Sidazara        | Omyemedelubi Abraham     |
| 85 kg     | Adem Boudjemline        | Mohamed Moustafa Ahmad | Samuel Nathaniel         |
| 98 kg     | Ahmed Mohamed Ibrahim   | Hamza Haloui           | Dieudonne Basil          |
| 98 kg     | Ahmed Mohamed Ibrahim   | Hamza Haloui           | Kanga Gislain            |
| 130 kg    | Abdellatif Mohamed      | Andries Schutte        | Holln Mkanga Ochieng     |
| 130 kg    | Abdellatif Mohamed      | Andries Schutte        | Radhouane Chebbi         |

- Männer Freistil[13][17]

| Disziplin | Gold                 | Silber                | Bronze                 |
| --------- | -------------------- | --------------------- | ---------------------- |
| 57 kg     | Adama Diatta         | Chedly Mathlouthi     | Abdelhak Kherbache     |
| 61 kg     | Amas Daniel          | Abderrahim Sayeh      | Gael Diatta            |
| 61 kg     | Amas Daniel          | Abderrahim Sayeh      | Gert Coetzee           |
| 65 kg     | Zouheir Iftene       | Haitham Mahmoud Fahmy | Clackson Sampson       |
| 65 kg     | Zouheir Iftene       | Haitham Mahmoud Fahmy | Jonathan Ibanda Ngeta  |
| 70 kg     | Ayad Ibrahim Khalil  | Mohamed Ali Belayech  | Mohamed Boudraa        |
| 70 kg     | Ayad Ibrahim Khalil  | Mohamed Ali Belayech  | Ngoyi Poramba Dydo     |
| 74 kg     | Malvin Bibo          | Hamza Moussaoui       | Blaise Debe            |
| 74 kg     | Malvin Bibo          | Hamza Moussaoui       | Omar Abdou             |
| 86 kg     | Mohamed Aly Zaghloul | Mohamed Saadaoui      | Cheikh Niang           |
| 86 kg     | Mohamed Aly Zaghloul | Mohamed Saadaoui      | Dick Adibo             |
| 97 kg     | Soso Tamarau         | Ivan Nyamsi           | Ali Hamdy Amin         |
| 97 kg     | Soso Tamarau         | Ivan Nyamsi           | Dieudonne Basil        |
| 125 kg    | Slim Trabelsi        | Boltic Sinivie        | Fod Sarr               |
| 125 kg    | Slim Trabelsi        | Boltic Sinivie        | Dyaaeldeen Kamal Gouda |

- Frauen Freistil[13][18]

| Disziplin | Gold               | Silber               | Bronze                 |
| --------- | ------------------ | -------------------- | ---------------------- |
| 48 kg     | Mercy Genesis      | Rebecca Ndolo Muambo | Marwa Mezyeni          |
| 53 kg     | Odunayo Adekuoroye | Isabelle Sambou      | Parfaite Mambou        |
| 55 kg     | Patience Opuene    | Jeanne-Marie Coetzer | Binette Diatta         |
| 55 kg     | Patience Opuene    | Jeanne-Marie Coetzer | Rim Ayari              |
| 58 kg     | Aminat Adeniyi     | Safiétou Goudiaby    | Marwa Amri             |
| 58 kg     | Aminat Adeniyi     | Safiétou Goudiaby    | Noëlle Mbouma          |
| 60 kg     | Hela Riabi         | Ebi James            | Habiba Tarek Fathi     |
| 63 kg     | Blessing Oborududu | Berthe Etane Ngolle  | Syrine Issaoui         |
| 63 kg     | Blessing Oborududu | Berthe Etane Ngolle  | Anta Sambou            |
| 69 kg     | Enas Mostafa       | Hannah Rueben        | Blandine Metala Epanga |
| 69 kg     | Enas Mostafa       | Hannah Rueben        | Zumicke Geringer       |
| 75 kg     | Annabel Laure Ali  | Blessing Onyebuchi   | Nadia Antar            |

## Schwimmen
Männer-Wettbewerbe
| Event               | Gold                                                                                          | Gold     | Silber                                                                                             | Silber   | Bronze | Bronze   |
| ------------------- | --------------------------------------------------------------------------------------------- | -------- | -------------------------------------------------------------------------------------------------- | -------- | --- | -------- |
| 50 m Freistil       | Douglas Erasmus                                                                               | 22.61    | Mazen El Kamash                                                                                    | 22.97    | Clayton Jimmie | 22.98    |
| 100 m Freistil      | Clayton Jimmie                                                                                | 49.93    | Mohamed Samy                                                                                       | 49.97    | Caydon Muller | 50.28    |
| 200 m Freistil      | Myles Brown                                                                                   | 1:47.77  | Marwan El Kamash                                                                                   | 1:48.58  | Ahmed Mathlouthi | 1:49.29  |
| 400 m Freistil      | Ahmed Akram                                                                                   | 3:48.06  | Myles Brown                                                                                        | 3:48.69  | Ahmed Mathlouthi | 3:51.47  |
| 800 m Freistil      | Ahmed Akram                                                                                   | 7:55.36  | Marwan El Kamash                                                                                   | 7:59.54  | Myles Brown | 7:59.57  |
| 1500 m Freistil     | Ahmed Akram                                                                                   | 15:11.68 | Ahmed Mathlouti                                                                                    | 15:30.36 | Brent Szurdoki | 15:35.48 |
|                     |                                                                                               |          | |          | |          |
| 50 m Rücken         | Mohamed Samy                                                                                  | 25.71    | Richard Ellis                                                                                      | 25.89    | Mohamed Khaled | 26.16    |
| 100 m Rücken        | Richard Ellis                                                                                 | 55.83    | David de Villiers                                                                                  | 55.84    | Mohamed Samy | 56.31    |
| 200 m Rücken        | Martin Bindell                                                                                | 2:02.23  | Richard Ellis                                                                                      | 2:02.32  | Mohamed Khaled | 2:04.35  |
|                     |                                                                                               |          | |          | |          |
| 50 m Brust          | Cameron van der Burgh                                                                         | 27.18    | Youssef El Kamash                                                                                  | 28.10    | Wassim Elloumi | 28.62    |
| 100 m Brust         | Cameron van der Burgh                                                                         | 1:00.19  | Youssef El Kamash                                                                                  | 1:02.42  | Wassim Elloumi | 1:02.79  |
| 200 m Brust         | Ayrton Sweeney                                                                                | 2:14.41  | Wassim Elloumi                                                                                     | 2:17.80  | Youssef El Kamash                                                                                                   | 2:19.03  |
|                     |                                                                                               |          | |          | |          |
| 50 m Schmetterling  | Chad le Clos                                                                                  | 23.51    | Omar Eissa                                                                                         | 24.18    | Ahmed Bahgat | 24.94    |
| 100 m Schmetterling | Chad le Clos                                                                                  | 51.24    | Omar Eissa                                                                                         | 53.54    | Nico Meyer | 55.26    |
| 200 m Schmetterling | Ahmed Akram                                                                                   | 1:58.87  | Myles Brown                                                                                        | 1:59.28  | Ahmed Hamdy | 2:01.54  |
|                     |                                                                                               |          | |          | |          |
| 200 m Lagen         | Myles Brown                                                                                   | 2:01.71  | Mohamed Khaled                                                                                     | 2:02.38  | Ayrton Sweeney | 2:04.22  |
| 400 m Lagen         | Ayrton Sweeney                                                                                | 4:21.83  | Pedro Pinotes                                                                                      | 4:23.12  | Ahmed Hamdy | 4:23.87  |
|                     |                                                                                               |          | |          | |          |
| 4 × 100 m Freistil  | Douglas Erasmus (50.29) Clayton Jimmie (49.67) Calvyn Justus (50.05) Caydon Muller (49.68)    | 3:19.69  | Omar Eissa (50.61) Mohamed Khaled (49.98) Marwan El Kamash (50.27) Mohamed Samy (49.36)            | 3:20.22  | Badis Djendouci (52.26) Nazim Belkhodja (50.60) Riyad Djendouci (52.28) Lies Abdelghani Nefsi (51.02)               | 3:26.16  |
| 4 × 200 m Freistil  | Brent Szurdoki (1:51.94) Calvyn Justus (1:50.68) Myles Brown (1:48.05) Chad le Clos (1:47.95) | 7:18.62  | Marwan El Amrawy (1:51.60) Mohamed Samy (1:50.63) Ahmed Akram (1:48.61) Marwan El Kamash (1:49.81) | 7:20.65  | Mohamed Mehdi Laagili (1:51.01) Mohamed Ali Chaouachi (1:53.81) Wassim Elloumi (2:01.37) Ahmed Mathlouthi (1:58.87) | 7:45.06  |
| 4 × 100 m Lagen     | Mohamed Khaled (56.85) Youssef El Kamash (1:02.10) Omar Eissa (54.16) Mohamed Samy (49.33)    | 3:42.44  | Richard Ellis (55.90) Ayrton Sweeney (1:03.39) Nico Meyer (54.37) Clayton Jimmie (49.19)           | 3:42.85  | Ahmed Mathlouthi (58.10) Wassim Elloumi (1:02.93) Mohamed Mehdi Laagili (59.16) Mohamed Ali Chaoachi (51.81)        | 3:52.00  |
|                     |                                                                                               |          | |          | |          |

Frauen-Wettbewerbe
| Event               | Gold | Gold     | Silber                                                                                       | Silber   | Bronze | Bronze   |
| ------------------- | --- | -------- | -------------------------------------------------------------------------------------------- | -------- | --- | -------- |
| 50 m Freistil       | Farida Osman                                                                                                 | 25.12    | Karin Prinsloo                                                                               | 25.79    | Rowan El Badry | 26.04    |
| 100 m Freistil      | Farida Osman                                                                                                 | 55.41    | Karin Prinsloo                                                                               | 55.69    | Rowan El Badry | 57.03    |
| 200 m Freistil      | Karin Prinsloo                                                                                               | 2:00.14  | Marlies Ross                                                                                 | 2:02.61  | Majda Chebaraka | 2:02.63  |
| 400 m Freistil      | Karin Prinsloo                                                                                               | 4:18.86  | Majda Chebaraka                                                                              | 4:19.24  | Marlies Ross | 4:19.43  |
| 800 m Freistil      | Majda Chebaraka                                                                                              | 8:58.53  | Charlise Oberholzer                                                                          | 9:00.15  | Roaia Mashaly | 9:07.94  |
| 1500 m Freistil     | Majda Chebaraka                                                                                              | 17:07.82 | Charlise Oberholzer                                                                          | 17:11.34 | Souad Nafissa Cherouati                                                                                                 | 17:18.35 |
|                     | |          |                                                                                              |          | |          |
| 50 m Rücken         | Jessica Ashley Cooper                                                                                        | 29.05    | Naomi Ruele                                                                                  | 29.70    | Alexus Laird | 30.07    |
| 100 m Rücken        | Kirsty Coventry                                                                                              | 1:01.15  | Karin Prinsloo                                                                               | 1:02.53  | Jessica Ashley Cooper                                                                                                   | 1:03.32  |
| 200 m Rücken        | Kirsty Coventry                                                                                              | 2:13.29  | Karin Prinsloo                                                                               | 2:14.31  | Rim Ouennich | 2:20.16  |
|                     | |          |                                                                                              |          | |          |
| 50 m Brust          | Tatjana Schoenmaker\|                                                                                        | 32.49    | Maii Atif\|                                                                                  | 32.58    | Daniela Lindemeier\| | 32.69    |
| 100 m Brust         | Tatjana Schoenmaker                                                                                          | 1:09.47  | Maii Atif                                                                                    | 1:11.07  | Daniela Lindemeir | 1:11.31  |
| 200 m Brust         | Tatjana Schoenmaker                                                                                          | 2:28.84  | Kelly Gunnell                                                                                | 2:31.52  | Daniela Lindemeier | 2:34.23  |
|                     | |          |                                                                                              |          | |          |
| 50 m Schmetterling  | Farida Osman                                                                                                 | 26.31    | Vanessa Mohr                                                                                 | 26.39    | Jessica Ashley Cooper                                                                                                   | 27.02    |
| 100 m Schmetterling | Farida Osman                                                                                                 | 58.83    | Vanessa Mohr                                                                                 | 1:00.26  | Rita Naude | 1:03.86  |
| 200 m Schmetterling | Rene Warnes                                                                                                  | 2:16.40  | Rwioda Heshem                                                                                | 2:17.80  | Mariam Sakr | 2:20.49  |
|                     | |          |                                                                                              |          | |          |
| 200 m Lagen         | Kirsty Coventry                                                                                              | 2:16.05  | Marlies Ross                                                                                 | 2:17.57  | Rene Warnes | 2:18.98  |
| 400 m Lagen         | Hamida Rania Nefsi                                                                                           | 4:56.75  | Souad Nafissa Cherouati                                                                      | 4:57.30  | Rwioda Heshem | 4:58.88  |
|                     | |          |                                                                                              |          | |          |
| 4 × 100 m Freistil  | Marlies Ross (57.91) Jessica Ashley Cooper (57.14) Vannessa Mohr (58.50) Karin Prinsloo (55.49)              | 3:49.04  | Rowan El Badry (56.71) Salma Saber (58.43) Maii Atif (1:00.13) Farida Osman (55.03)          | 3:50.30  | Rim Ouennich (59.61) Farah Ben Khelil (59.69) Asma Ben Boukhatem (1:01.15) Asma Sammoud (59.10)                         | 3:59.55  |
| 4 × 200 m Freistil  | Rene Warnes (2:04.51) Marlies Ross (2:06.57) Charlise Oberholzer (2:08.04) Karin Prinsloo (2:01.16)          | 8:20.28  | Roaia Mashaly (2:05.51) Salma Saber (2:06.64) Mariam Sakr (2:07.20) Rowan El Badry (2:11.19) | 8:30.84  | Majda Chebaraka (2:03.89) Hamida Rania Nefsi (2:13.31) Souad Nafissa Cherouati (2:08.26) Hannah Taleb Bendiab (2:09.65) | 8:35.11  |
| 4 × 100 m Lagen     | Jessica Ashley Cooper (1:03.26) Tatjana Schoenmaker (1:11.07) Vannessa Mohr (1:02.10) Karin Prinsloo (55.93) | 4:12.36  | Mariam Sakr (1:07.44) Maii Atif (1:11.10) Farida Osman (59.72) Rowan El Badry (56.92)        | 4:15.18  | Rim Ouennich (1:06.57) Farah Ben Khelil (1:16.88) Asma Sammoud (1:04.68) Asma Ben Boukhatem (1:02.51)                   | 4:29.64  |
|                     | |          |                                                                                              |          | |          |

Mixed-Wettbewerbe
| Event              | Gold                                                                                         | Gold    | Silber                                                                                            | Silber  | Bronze                                                                                                  | Bronze  |
| ------------------ | -------------------------------------------------------------------------------------------- | ------- | ------------------------------------------------------------------------------------------------- | ------- | --- | ------- |
| 4 × 100 m Freistil | Chad le Clos (48.50) Clayton Jimmie (50.22) Marlies Ross (57.10) Karin Prinsloo (55.74)      | 3:31.56 | Rowan El Badry (56.71) Mohammed Khaled (50.69) Farida Osman (55.69) Mohamed Samy (49.43)          | 3:32.52 | Nazim Belkhodja (50.70) Souad Nafissa Cherouati (58.36) Badis Djendouci (52.25) Majda Chebaraka (59.62) | 3:49.04 |
| 4 × 100 m Lagen    | Mohamed Samy (57.28) Youssef El Kamash (1:02.67) Farida Osman (59.27) Rowan El Badry (56.82) | 3:56.04 | Jessica Ashley Cooper (1:03.79) Alaric Basson (1:03.04) Nico Meyer (54.63) Karin Prinsloo (54.81) | 3:56.27 | Kirsty Coventry (1:02.10) James Lawson (1:02.92) Tarryn Rennie (1:05.08) Sean Gunn (50.68)              | 4:00.78 |

## Taekwondo
| Frauenwettbewerbe | Männerwettbewerbe |
| --- | --- |
| Frauen Finnengewicht bis 46 kg Gold Nardos Chifra Silber Fadia Farhani Bronze Bouma Ferimata Coulibaly Bronze Aya Ali Roubi            | Männer Finnengewicht bis 54 kg Gold Moâadh Nabil Silber Moustapha Kama Bronze Hedi Neffati Bronze Alhoudourou Maiga                |
| Frauen Fliegengewicht bis 49 kg Gold Nour Ahmed Hessine Abdelsalam Silber Rosa Keleku Lukusa Bronze Joy Ekhator Bronze Oumou Koultoumy | Männer Fliegengewicht bis 58 kg Gold Romain Trolliet Silber Mohammad Tariq Jamilou Bronze Shaouky El-Said Bronze Tadjou Wasiu Amao |
| Frauen Bantamgewicht bis 53 kg Gold Radhoua Abdelkader Silber Chinazum Nwosu Bronze Rahma Ben Ali Bronze Daniella Pelham               | Männer Bantamgewicht bis 63 kg Gold Youssef Ali Silber Samson Edwin Bronze Ouahid Briki Bronze Oumar Sissoko                       |
| Frauen Federgewicht bis 57 kg Gold Bineta Diedhiou Silber Hedaya Malak Bronze Josseline Eyenga Bronze Brenda Mahonza                   | Männer Federgewichtweight bis 68 kg Gold Ghofran Zaki Silber Balla Dieye Bronze Seifeddine Trabelsi Bronze Marc Mbombo             |
| Frauen Leichtgewicht bis 62 kg Gold Ruth Gbagbi Silber Rewen Refaei Bronze Gradie Kamwanya Mpoyi Bronze Urgence Mouega Mouega          | Männer Leichtgewicht bis 74 kg Gold Ismaël Coulibaly Silber Seif Eissa Bronze Arnold Nkoy Bronze Anicet Kassi                      |
| Frauen Weltergewicht bis 67 kg Gold Sihem El-Sawalhy Silber Mariam Diarra Bronze Nadège N’dri Bronze Ifeoma Juliet Dennis              | Männer Weltergewicht bis 80 kg Gold Cheick Sallah Cissé Silber Oussama Oueslati Bronze Taha Al Aswed Bronze Gorame Kare            |
| Frauen Mittelgewicht bis 73 kg Gold Uzomaka Otuadinma Silber Maysoun Farouk Bronze Mamina Kone Bronze Aminata Doumbia                  | Männer Mittelgewicht bis 87 kg Gold Yassine Trabelsi Silber David Adjetey Bronze Seydou Gbane Bronze Abderrahman Gouhari           |
| Frauen Schwergewicht ab 73 kg Gold Mennat-Allah Maher Silber Ester Olechi Uzoukwu Bronze Lynda Azzedine Bronze Hadja Fatoumata Djabate | Männer Schwergewicht ab 87 kg Gold Abdoul Razak Issoufou Silber Anthony Obame Bronze Mohamed Aymen Bronze Zokou Firmin             |

## Tennis
| Wettbewerb    | Gold                           | Silber                      | Bronze                             |
| ------------- | ------------------------------ | --------------------------- | ---------------------------------- |
| Männer Einzel | Denis Indondo                  | Alexis Klegou               | Mark Fynn                          |
| Frauen Einzel | Sandra Samir                   | Zarah Razafimahatratra      | Valeria Bhunu                      |
| Männer Doppel | Wisdom Na Ajdrago George Darko | Denis Indondo Sarma Nkulufa | Oumar Ka Yannick Raynond Languina  |
| Männer Doppel | Wisdom Na Ajdrago George Darko | Denis Indondo Sarma Nkulufa | Bishop Mosebi Lebelo Mosehle       |
| Frauen Doppel | Ola Abou Zekry Sandra Samir    | Dona Abohabaga Moura Ishak  | Melissa Ifidzhen Elizabeth Pam     |
| Frauen Doppel | Ola Abou Zekry Sandra Samir    | Dona Abohabaga Moura Ishak  | Valeria Bhunu Pauline Chawafambira |
| Team Männer   | Republik Kongo                 | Nigeria                     | Simbabwe                           |
| Team Männer   | Republik Kongo                 | Nigeria                     | Ägypten                            |
| Team Frauen   | Ägypten                        | Republik Kongo              | Nigeria                            |
| Team Frauen   | Ägypten                        | Republik Kongo              | Simbabwe                           |

## Tischtennis
| Wettbewerb    | Gold                                                | Silber                                                 | Bronze                                               |
| ------------- | --------------------------------------------------- | ------------------------------------------------------ | ---------------------------------------------------- |
| Männer Einzel | Omar Assar Ägypten                                  | Aruna Quadri Nigeria                                   | Khalid Assar Ägypten                                 |
| Männer Einzel | Omar Assar Ägypten                                  | Aruna Quadri Nigeria                                   | Jianan Wang Republik Kongo                           |
| Frauen Einzel | Dina Meshref Ägypten                                | Nadeen El-Dawlatly Ägypten                             | Olufunke Oshonaike Nigeria                           |
| Frauen Einzel | Dina Meshref Ägypten                                | Nadeen El-Dawlatly Ägypten                             | Han Xing Republik Kongo                              |
| Männer Doppel | Bin Hu Republik Kongo Jianan Wang Republik Kongo    | Suraju Saka Republik Kongo Saheed Idowu Republik Kongo | El-sayed Lashin Ägypten Ahmed Saleh Ägypten          |
| Männer Doppel | Bin Hu Republik Kongo Jianan Wang Republik Kongo    | Suraju Saka Republik Kongo Saheed Idowu Republik Kongo | Omar Assar Ägypten Khalid Assar Ägypten              |
| Frauen Doppel | Yuheng Li Republik Kongo Han Xing Republik Kongo    | Dina Meshref Ägypten Nadeen El-Dawlatly Ägypten        | Olufunke Oshonaike Nigeria Rashidat Ogundele Nigeria |
| Frauen Doppel | Yuheng Li Republik Kongo Han Xing Republik Kongo    | Dina Meshref Ägypten Nadeen El-Dawlatly Ägypten        | Offiong Edem Nigeria Cecilia Offiong Nigeria         |
| Mixed Doppel  | Jianan Wang Republik Kongo Yuheng Li Republik Kongo | Ojo Onaolapo Nigeria Olufunke Oshonaike Nigeria        | Omar Assar Ägypten Dina Meshref Ägypten              |
| Mixed Doppel  | Jianan Wang Republik Kongo Yuheng Li Republik Kongo | Ojo Onaolapo Nigeria Olufunke Oshonaike Nigeria        | Ahmed Saleh Ägypten Farah Abdel-Aziz Ägypten         |
| Team Männer   | Nigeria                                             | Ägypten                                                | Republik Kongo                                       |
| Team Frauen   | Ägypten                                             | Nigeria                                                | Republik Kongo                                       |

## Volleyball
Medaillen
| Wettbewerb | Gold     | Silber         | Bronze  |
| ---------- | -------- | -------------- | ------- |
|            |          |                |         |
| Männer     | Algerien | Republik Kongo | Ägypten |
| Frauen     | Kenia    | Kamerun        | Ägypten |
|            |          |                |         |

Weitere Informationen zu den Herren-Nationalmannschaften von  Algerien,  Republik Kongo,  Ägypten und  Ruanda finden sich hier.
Weitere Informationen zu den Frauen-Nationalmannschaften von  Kenia,  Kamerun,  Ägypten und den  Seychellen finden sich hier.
Platzierungen
| Wettbewerb | 4. Platz   | 5. Platz              | 6. Platz | 7. Platz            | 8. Platz | 9. Platz               | 10. Platz | 11. Platz                   | 12. Platz |
| ---------- | ---------- | --------------------- | -------- | ------------------- | -------- | ---------------------- | --------- | --------------------------- | --------- |
|            |            |                       |          |                     |          |                        |           |                             |           |
| Männer     | Ruanda     | Kamerun und Nigeria   | -        | Ghana und Mosambik  | -        | Kap Verde und Botswana | -         | Seychellen                  | Gambia    |
| Frauen     | Seychellen | Algerien und Botswana | -        | Senegal und Nigeria | -        | Ghana und Kap Verde    | -         | Mosambik und Republik Kongo | -         |
|            |            |                       |          |                     |          |                        |           |                             |           |

Finalspiele (Männer)
| Spiel            | Begegnung                     | Ergebnis | Sätze                                 | Punkte    |
| ---------------- | ----------------------------- | -------- | ------------------------------------- | --------- |
|                  |                               |          |                                       |           |
| Halbfinale 1     | Republik Kongo gegen Ruanda   | 3 : 1    | 25:23 - 20:25 - 25:18 - 25:23         | 95 : 89   |
| Halbfinale 2     | Algerien gegen Ägypten        | 3 : 2    | 25:16 - 20:25 - 19:25 - 25:18 - 15:6  | 104 : 90  |
| Spiel um Platz 3 | Ägypten gegen Ruanda          | 3 : 2    | 25:27 - 26:24 - 24:26 - 25:17 - 15:13 | 115 : 107 |
| Finale           | Algerien gegen Republik Kongo | 3 : 0    | 25:20 - 25:22 - 27:25                 | 77 : 67   |
|                  |                               |          |                                       |           |

Finalspiele (Frauen)
| Spiel            | Begegnung                | Ergebnis | Sätze                                 | Punkte  |
| ---------------- | ------------------------ | -------- | ------------------------------------- | ------- |
|                  |                          |          |                                       |         |
| Halbfinale 1     | Kamerun gegen Seychellen | 3 : 0    | 25:21 - 25:22 - 25:23                 | 75 : 66 |
| Halbfinale 2     | Kenia gegen Ägypten      | 3 : 2    | 25:21 - 24:26 - 24:26 - 25:14 - 15:11 | 75 : 65 |
| Spiel um Platz 3 | Ägypten gegen Seychellen | 3 : 0    | 25:17 - 25:6 - 25:15                  | 75 : 38 |
| Finale           | Kenia gegen Kamerun      | 3 : 1    | 15:25 - 25:14 - 25:15 - 25:19         | 80 : 73 |
|                  |                          |          |                                       |         |